# Joseph Seitz
Joseph Seitz (* 28. Oktober 1864 in Unterköblitz (Oberpfalz); † 3. Dezember 1928 in Berlin) war ein deutscher Gewerkschafter.

## Leben und Werk im Kaiserreich
Geboren wurde Joseph Seitz am 28. Oktober 1864 als Sohn eines Bahnwärters in Unterköblitz im damaligen Kreis Wernberg in der Oberpfalz (heute: Wernberg-Köblitz). Den Beruf eines Schriftsetzers erlernte er in Schwandorf und in Kempten (Allgäu).
Auf seiner Wanderung als Geselle trat der Oberpfälzer im Juni 1883 in Tilsit dem Deutschen Buchdruckerverband (seit 1892: Verband der Deutschen Buchdrucker) bei. Ostpreußen musste Seitz während eines lokalen Arbeitskampfes verlassen. Weitere Stationen seiner Wanderung: Leipzig, Cottbus, Altenburg. In Altenburg wohnte der zwanzigjährige Gehilfe bei Adolf Vogenitz, einem während des Sozialistengesetzes ausgewiesenen Buchdruckerfunktionär, dem Seitz wichtige gewerkschaftliche Impulse verdankte. Seitz‘ Wanderwege als Geselle führten ihn von Schluckenau in Böhmen über Ansbach nach Passau.
Im Mai 1889 siedelte Seitz in die bayerische Hauptstadt über. In München begann seine eigentliche gewerkschaftliche Karriere. Bereits 1889 wählten ihn die Kollegen in die örtliche Münchener Tarifkommission. Als deren Vorsitzender war er zentral am großen mehrwöchigen Buchdruckerstreik 1891/1892 im Kampf um die Einführung des Neunstundentages beteiligt, der mit einer desaströsen Niederlage der Gewerkschaft endete. Die Niederlage besiegelte zunächst das Ende einer deutschlandweiten Tarifgemeinschaft mit den Unternehmern, die seit 1873 die Arbeitsbeziehungen im Gewerbe regelte. In der Periode 1893 bis 1896 bekleidete der Wahlmünchener ehrenamtlich den Posten des Landesleiters (in der Sprache der Zeit: Gauvorsitzender). Seit 1894 nahm Seitz als Delegierter an allen nationalen Kongressen seiner Gewerkschaft teil.
Seitz opponierte als respektierter bayerischer Gauleiter zunächst gegen die Wiedereinführung einer Tarifgemeinschaft mit der Arbeitgeberseite, beugte sich jedoch 1896 dem Votum der Generalversammlung des Verbandes der Deutschen Buchdrucker. Er stieg alsbald zum anerkannten Tarifexperten seiner Gewerkschaft auf und nahm in den Gremien, die schiedsgerichtlich Arbeitskonflikte regelten, zentrale Funktionen wahr. Arbeitgeber und Arbeitnehmer verlegten von 1898 bis 1899 Tarifamt und Tarifausschuss kurzfristig nach München. In dieser Zeit stand Seitz als Gehilfenvertreter beiden nationalen Gremien vor. 1899 kehrten die beiden höchsten Gremien zur Regelung der Arbeitsbeziehungen im Gewerbe wieder nach Leipzig zurück. Im Konflikt um ausgeschlossene Verbandsmitglieder, die in harscher Opposition zum tarifpolitischen Kurs der Gewerkschaft standen, plädierte der Bayer für Toleranz und Wiederaufnahme der Ausgeschlossenen, die sich in einer eigenen kleinen Gewerkschaftsorganisation sammelten. Von 1899 bis 1904 fungierte Seitz als Gehilfenvorsitzender des regionalen Tarifschiedsgerichtes in München, ehe ihn die Kollegen 1904 in das Amt des bayerischen Gehilfenvorsitzenden auf Reichsebene entsandten (bis 1918).
1904 wählte ihn die bayerische Gaukonferenz zum besoldeten Gauvorsteher (Jahresgehalt: 2.100 Mark). Im Spannungsverhältnis zu den fränkischen Kollegen, die eine Teilung des Gaues Bayern befürworteten, konnte sich der neue Vorsitzende durchsetzen und die Einheit des wirkungsmächtigen Regionalverbandes erhalten. Das Amt behielt Seitz bis 1918 inne. Mit mehr als 5.000 Mitgliedern galt der Gau Bayern vor dem Weltkrieg zu den bestentwickeltsten innerhalb des Verbandes. Stets einstimmig gewählt, erhielt Seitz vom Vorsitzenden der Buchdruckergewerkschaft Emil Döblin den Spitznamen „König von Bayern“. 1902 bis 1906 hatte der bayerische Vorsitzende parallel das Amt des Münchener Ortsvorsitzenden inne. Seitz war Mitglied der SPD, ohne herausragende Parteiämter zu bekleiden. Im Gegensatz zu vielen seiner Berufskollegen trat Seitz schriftstellerisch nicht hervor. Sein Metier blieb praktische Tarifpolitik.
Innerorganisatorisch plädierte der Bayer für die Zusammenlegung der beiden gewerkschaftlichen „Machtzentren“ Leipzig und Berlin. Sein Vorschlag: Die Leipziger Redaktion des einflussreichen „Korrespondent für Deutschlands Buchdrucker und Schriftgießer“ an den Sitz des Verbandsvorstandes nach Berlin zu verlegen. Berufspolitisch blieb er den Traditionen seiner Berufsgewerkschaft verhaftet: Die Aufnahme von Ungelernten lehnte er ab und unterstützte stattdessen die Neugründung einer Hilfsarbeitergewerkschaft. Erst nach dem Ersten Weltkrieg befürwortete er die Aufnahme von Frauen in die Traditionsgewerkschaft. Während des Weltkrieges verteidigte Seitz die offizielle Kriegspolitik der Generalkommission der Gewerkschaften Deutschlands, die letztlich einen Siegfrieden erhoffte. Im Gegensatz zu anderen Gewerkschaftsvorsitzenden enthielt sich Seitz allerdings aller chauvinistischen und annexionistischen Tönen.
Am 31. Januar 1918 starb Emil Döblin, der 30 Jahre den gewerkschaftlichen Buchdruckerverband als Vorsitzender geleitet hatte. Die Würzburger Generalversammlung vom 27. Mai bis 1. Juni 1918 – eine Art gewerkschaftliches Rumpfparlament – wählte Joseph Seitz zum neuen Vorsitzenden. Das neue Amt trat er am 1. Oktober 1918 an und siedelte in die Reichshauptstadt über. Mit 56 Jahren trat er damit als 6. Vorsitzender seit Gründung 1866 an die Spitze der bestorganisiertesten deutschen Gewerkschaft.

## Wirken in der Weimarer Republik
Als neuer Vorsitzender vertrat Seitz seine Gewerkschaft künftig in der Vorständekonferenz der Generalkommission der Gewerkschaften Deutschlands (ab 1919: Allgemeiner Deutscher Gewerkschaftsbund ADGB). Nach Kriegsende und Novemberrevolution lehnte Seitz unisono mit anderen Gewerkschaftsführern weitreichende Sozialisierungsvorstellungen ab. Vor allem das graphische Gewerbe sei nicht reif für eine Vergesellschaftung. Stattdessen setzte er auf den „bewährten Kurs“, mit Hilfe eines ausdifferenzierten Tarifwerkes mit der Unternehmerseite zu kooperieren.
Bis 1922 trat auf den Gewerkschaftstagen der Buchdrucker stets eine starke linke Fraktion auf. Die oppositionellen Kräfte hatten ihre politische Basis im Leipziger und Berliner USPD- und KPD-Milieu. Ihre Kritik richtete sich vornehmlich gegen die zurückliegende Kriegspolitik der Gewerkschaften und die Zusammenarbeit mit den Unternehmern. Allerdings gelang es den oppositionellen Kräften auf den Gewerkschaftstagen nicht, eigene personelle Alternativen im Gewerkschaftsvorstand durchzusetzen. Die Opposition scharte sich um das Oppositionsblatt „Der Graphische Block“. Seitz lehnte organisatorische Schritte gegen die Verbandsopposition strikt ab. („Mit Unterdrückung ist eine Bewegung noch nie aufgehalten worden.“) Trotz „rechter“ Positionen wurde Seitz stets mit den Stimmen der Opposition als Vorsitzender gewählt und galt als Symbol für die parteiübergreifende Einheit der Buchdruckergewerkschaft. Mit der Rückkehr des rechten Flügels der  USPD und seinem starken Gewerkschaftsanhang in die SPD im Jahr 1922 verschwand weitgehend eine Opposition auf den nationalen Gewerkschaftskongressen.
Als Mitglied des Vorläufigen Reichswirtschaftsrates teilte Seitz ab 1920 die Illusionen vieler Gewerkschaftsvorsitzender, dieses Gremium zu einer vollwertigen gesetzgebenden Kammer auf sozialpolitischem Gebiet transferieren zu können. In der Vorständekonferenz arbeitete Seitz zu Beginn des Jahres 1919 in der Kommission mit, die „zentrale gewerkschaftliche Grundsätze“ für die Nachkriegszeit formulierte. In den Text, der die reformistische Programmatik der freien Gewerkschaften spiegelt, flossen viele tarifpolitische und gewerkschaftliche Erfahrungen der Buchdruckergewerkschaft ein.
Im September 1919 leitete Seitz die kleine deutsche Buchdruckerdelegation auf dem Luzerner Kongress der Buchdruckerinternationale, die erste Schritte zur Wiederherstellung kollegialer Zusammenarbeit nach dem Kriegsinferno unternahm. Die Delegierten wählten Seitz in die erweiterte Sekretariatskommission. Nur mit solidarischer Hilfe der Gewerkschaftsinternationale gelang es den deutschen Buchdruckern als einziger deutscher Gewerkschaft, das Verbandsblatt „Korrespondent“ in der Inflationsphase weiterhin dreimal wöchentlich erscheinen zu lassen.
Enge gewerkschaftliche Mitstreiter strichen posthum zwei Lebensleistungen des Verbandsvorsitzenden besonders heraus. 1920 gründete der Buchdruckerverband mit nachhaltiger Unterstützung Seitz‘ eine eigene Lehrlingsabteilung. Wie kaum eine andere deutsche Gewerkschaft beeinflussten die Buchdrucker die Inhalte der Berufsbildung des eigenen Nachwuchses. Seit den frühen 1920er Jahren unterstützte Seitz ferner (gemeinsam mit dem Verbandskassierer Bruno Schweinitz) den Bau eines neuen Gewerkschaftshauses in Berlin. Diese Idee entsprang seiner langgehegten gewerkschaftspolitischen Vorstellung, die gewerkschaftlichen Kräfte in Berlin zu bündeln. Durch frühe Planungen konnte ein Teil des Verbandsvermögens in der Phase der Hyperinflation gerettet werden. In das vom Bauhaus-Architekten Max Taut und Franz Hoffmann im Stil der Neuen Sachlichkeit geplanten und realisierten Gebäude in Berlin-Neukölln zogen 1926 Druckerei, die Redaktion des Verbandsblattes sowie die Büchergilde Gutenberg ein. Auch Joseph Seitz fand mit den übrigen Vorstandsmitgliedern des Verbandes in Neukölln ein neues Zuhause.
Unter Joseph Seitz‘ Leitung konsolidierte sich der Verband der Deutschen Buchdrucker in der Phase der ökonomischen Stabilisierung der Weimarer Republik. Mit knapp 90.000 Mitgliedern rekrutierte die Gewerkschaft über 90 % der im Gewerbe abhängig Beschäftigten und übertraf die christliche Gewerkschaft „Gutenberg-Bund“ mit 4.200 Mitgliedern um ein Vielfaches.
Joseph Seitz starb am 3. Dezember 1928 in Berlin. Seine Beisetzung erfolgte auf dem  Münchener Waldfriedhof. An Allerheiligen 1929 enthüllte der Verband der Deutschen Buchdrucker ein eigenes Grabdenkmal auf dem Waldfriedhof.